# Лихтенштейн на летних Олимпийских играх 2012
Лихтенштейн принимала участие в летних Олимпийских играх 2012 года, которые проходили в Лондоне (Великобритания) с 27 июля по 12 августа, где её представляли 3 спортсмена в трёх видах спорта. На церемонии открытия Олимпийских игр флаг Лихтенштейна несла теннисистка Штефани Фогт, а на церемонии закрытия — пловчиха Юлия Хасслер.
На летних Олимпийских играх 2012 Лихтенштейн вновь не сумел завоевать свою первую олимпийскую медаль. Из трёх видов спорта, в которых выступали спортсмены Лихтенштейна, никто не занял место в первой десятке своей дисциплины. Юлия Хасслер заняла самые высокие позиции на этих играх. Она заняла 27 место в 400 метров вольным стилем и 17 место в 800 метров вольным стилем, установив при этом два национальных рекордов. Теннисистка Стефани Вогт, получившая приглашение принять участие в играх, потерпела поражение уже первом раунде женского одиночного турнира. Марафонец Марсель Чопп, также получивший приглашение, закончил свою гонку на 75-месте.

## Состав и результаты

### Лёгкая атлетика
Мужчины
Шоссейные виды
| Соревнование | Спортсмены   | Результат | Место |
| ------------ | ------------ | --------- | ----- |
| Марафон      | Марсель Чопп | 2:28:54   | 75    |

### Плавание
Юлия Хасслер не сумела пробиться в финал в обеих дисциплинах, в которых участвовала. При этом она оба раза побивала национальный рекорд.
Женщины
| Соревнование              | Спортсмены   | Полуфинал    | Полуфинал | Финал                 | Финал                 |
| Соревнование              | Спортсмены   | Результат    | Место     | Результат             | Место                 |
| ------------------------- | ------------ | ------------ | --------- | --------------------- | --------------------- |
| 400 метров вольным стилем | Юлия Хасслер | 4:12,99 (NR) | 27        | Завершила выступление | Завершила выступление |
| 800 метров вольным стилем | Юлия Хасслер | 8:35,18 (NR) | 17        | Завершила выступление | Завершила выступление |

### Теннис
Женщины
| Соревнование     | Спортсмены   | 1/32 финала                | 1/16 финала           | 1/8 финала            | Четвертьфинал         | Полуфинал             | Финал                 | Место |
| Соревнование     | Спортсмены   | Соперник Результат         | Соперник Результат    | Соперник Результат    | Соперник Результат    | Соперник Результат    | Соперник Результат    | Место |
| ---------------- | ------------ | -------------------------- | --------------------- | --------------------- | --------------------- | --------------------- | --------------------- | ----- |
| Одиночный разряд | Штефани Фогт | GEOА. Татишвили П 2:6, 0:6 | Завершила выступление | Завершила выступление | Завершила выступление | Завершила выступление | Завершила выступление | 33    |